# CEVA Logistics
CEVA Logistics, voorheen bekend als TNT Logistics, is een mondiaal logistiek- en ketenbeheerbedrijf.
CEVA ontwerpt, implementeert en voert supply chain oplossingen op nationale, regionale en mondiale schaal voor middelgrote tot grote ondernemingen. Het bedrijf focust op marktsegmenten als auto-industrie, banden, hi-tech en elektronica, industrie, consumptiegoederen/detailhandel, uitgeverij en de media.
CEVA heeft 110.000 werknemers en opereert in meer dan 170 landen. Het bedrijf beheert meer dan 1300 magazijnen over de hele wereld met een oppervlakte van ongeveer 10,3 miljoen m². In 2022 meldde CEVA een omzet van 18,7 miljard.

## Geschiedenis
Op 23 augustus 2006 kondigde TNT N.V. aan zijn logistiek-afdeling te verkopen aan Apollo Management L.P., een investeringsbedrijf uit de Verenigde Staten.
Op 2 augustus 2007 is CEVA Logistics met EGL Eagle Global Logistics gefuseerd. Het gecombineerde bedrijf haalde in 2006 een pro-forma omzet van € 6,0 miljard (48% in EMEA, 32% in Amerika’s en 20% in Asia Pacific).
CEVA omvat onder meer de logistieke divisie van het Nederlandse post-, expresse- en logistieke bedrijf TPG, dat in 2006 werd verkocht aan de Amerikaanse durfinvesteerder Apollo. Die voegde het bedrijf samen met de Amerikaanse branchegenoot Eagle Global Logistics (EGL). De logistiek dienstverlener was daarna in handen van drie investeringsmaatschappijen, waaronder ook nog altijd Apollo, dat 22% van de aandelen bezat. Andere aandeelhouders waren Capital Group (26%) en Franklin Advisers (25%).
In november 2018 deed CMA CGM, een van de grootste containerbedrijven ter wereld, een bod op alle aandelen CEVA Logistiscs. CEVA ging in maart 2018 naar de beurs en CMA CGM werd al bijna direct een grote en strategische aandeelhouder. Na toestemming van de toezichthouders werd de overname in april 2019 afgerond. Met de investering wil het maritieme concern zijn aanwezigheid in de logistieke dienstverlening uitbreiden. De twee ondernemingen overwegen ook op andere terreinen nauwer te gaan samenwerken.